# Mokassinmachart
Mit Mokassinmachart wird eine Schuhbauweise beschrieben, welche sich von allen anderen Konstruktionsweisen (Macharten) dadurch grundlegend unterscheidet, dass der Schaft von unten um den Leisten gelegt wird und somit der Schaft zugleich die (Innen-)Sohle darstellt. Der Name ist vom Schuhmodell des Mokassin abgeleitet, für das diese Machart charakteristisch ist.

## Details
Schuhe werden um dreidimensionale Formen, die so Leisten herum gebaut. Dazu wird ein Schaft (Schuhoberteil) von oben über den Leisten gezogen und durch eine Sohle (Brandsohle) von unten ergänzt und verschlossen. Bei der Mokassinmachart ist das anders: Hier wird der Schaft (das Mokassinunterteil) von unten um den Leisten herum nach oben geführt. Die auf der Oberseite (sozusagen dem Fußrücken) entstehende Öffnung wird abschließend mit einem U-förmigen  Blatteinsatz (dem Mokassineinsatzteil) verschlossen. Somit steht der Fuß mit seiner Sohle auf dem Schaftleder und nicht auf einer separaten Innensohle (Brandsohle).

## Verwendung
Alle Mokassins werden nach diesem Bauprinzip gefertigt. Auch bei vielen Loafern (Schlupfhalbschuhe mit Absatz) wird der Schuhschaft in Mokassinmachart gebaut. Dort kommt dann aber noch eine zusätzliche Innensohle in den Schaft und der Schuh wird nach unten immer zusätzlich mit einer separaten Laufsohle gebaut und grundsätzlich um einen Absatz ergänzt.

## Sonstiges
Gelegentlich wird das Schuhmodell Mokassin und die Mokassin-Machart verwechselt, weil manchen nicht bewusst ist, dass es sich hierbei um zwei verschiedene Dinge handelt. Das kann dann dazu führen, dass Loafer in Mokassinmachart irrtümlich als Mokassin bezeichnet werden.